# Локвишко дере
Локвишкото дере (на гръцки: Πηγαδούλι, Пигадулиа) е река в Южна Македония, Гърция.
Реката извира в южната част на Кушница (Пангео), северно под връх Чауш геран (1126,5 m) под името Дере и тече в югозападна посока. Минава южно от Локвица (Месолакия) и под възвишението Колякас (306,9 m) завива право на юг, минава източно от Долна Локвица (Офринио) и се влива в Бяло море южно от местността Бакла тепе.
На реката са запазени два каменни моста – Горният Локвишки мост и Долният Локвишки мост.